# Jozef De Beenhouwer

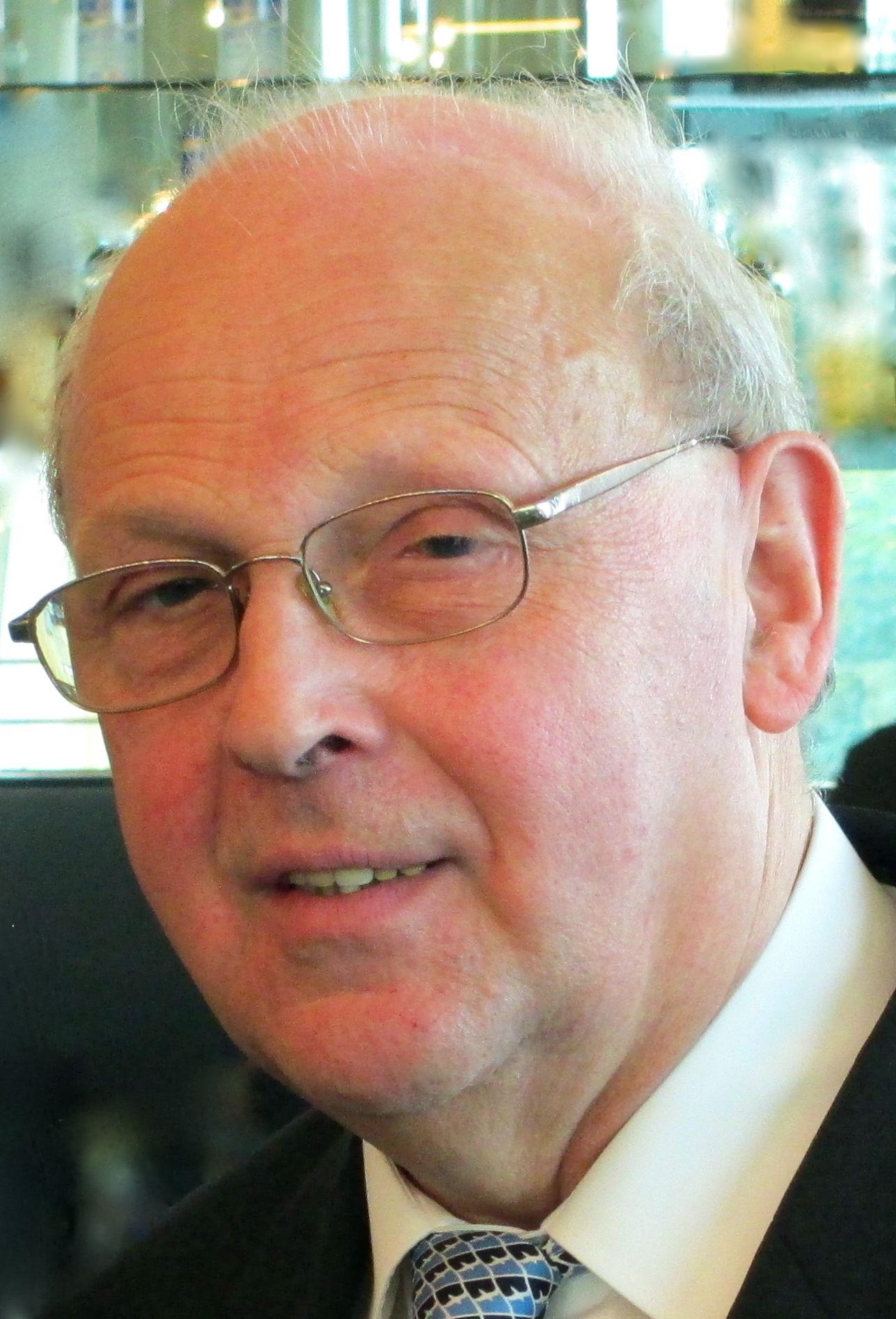
Jozef De Beenhouwer

Jozef De Beenhouwer (Brasschaat, 26 maart 1948) is een Vlaamse pianist, muziekpedagoog en musicoloog.

## Biografie
Hij kreeg zijn eerste pianolessen op vijfjarige leeftijd van zijn grootvader. Reeds als kind bouwde hij een grote repertoirekennis op, met een bijzondere voorliefde voor de muziek van Robert Schumann. Vanaf 1964 studeerde hij bij Lode Backx, eerst privé; later, na voltooiing van zijn studie aan de Katholieke Universiteit Leuven (diploma van apotheker, 1970), aan de Muziekkapel Koningin Elisabeth te Argenteuil (graduaat, 1974) en aan het Koninklijk Vlaams Muziekconservatorium (Hoger Diploma voor piano, summa cum laude (= grootste onderscheiding), 1975). Een andere belangrijke invloed op Jozef De Beenhouwer was David Kimball, bij wie hij tussen 1991 en 1998 in Firenze privé-onderricht volgde.
Als solist, zowel in recitals als met orkest, heeft hij opgetreden in een groot aantal concertzalen en heeft hij radio- en tv-opnamen gemaakt in vele Europese landen (België, Nederland, Duitsland, Zweden, Portugal, Frankrijk, Oostenrijk, Zwitserland, Italië, Tsjechoslowakije...), in Zuid-Korea en in de Verenigde Staten. Als liedbegeleider heeft hij gewerkt o.a. met Ria Bollen, Nina Stemme, Robert Holl en Werner Van Mechelen. Ook als kamermusicus is hij actief, zowel met Belgische musici (zoals de klarinettist Walter Boeykens, de violist Guido Deneve, de altviolist Leo Deneve, de cellist Edmond Baeyens en het Spiegelkwartet) als met internationale partners (zoals het Panochakwartet, de violisten Ning Kam en Alexander Kramarov, de altviolist Hartmut Lindemann, de cellist Marien van Staalen, de pianist Daniel Blumenthal; met de violist Kees Hülsmann en de cellist Marien van Staalen vormt hij het Robert Schumann Trio.
Gedurende tien jaar (1986–1996) was hij officieel begeleider in de Koningin Elisabethwedstrijd voor viool en zang.
Regelmatig is hij te gast op het Brahms-Festival te Mürzzuschlag (Oostenrijk).
Jozef De Beenhouwer heeft opnamen gemaakt van werk van Johannes Brahms, Hans Pfitzner, Franz Schubert, en van de Duitse romantische componist Ludwig Schuncke, wiens Sonate in g hij als eerste vertolkte. Maar hij wordt internationaal vooral erkend als Schumann-specialist. Hij is erin geslaagd, op basis van een moeilijk te ontcijferen en door elkaar gehaald manuscript, een onvoltooide Concertsatz in d-klein uit 1839 van Robert Schumann te reconstrueren en te voltooien (wereldpremière Wenen, 1986, samen met de Wiener Symphoniker o.l.v. Peter Gülke.) Hij voltooide en orkestreerde een Konzertsatz in f-klein uit 1847 van Clara Schumann (wereldpremière Zwickau, 1992, samen met het Orchester des Theaters Zwickau o.l.v. Albrecht Hofmann). Hij maakte de eerste volledige opname van het piano-solowerk van Clara Schumann. Hij zetelt regelmatig in de jury van de "Internationale Robert Schumann Klavier-Wettbewerb" en wordt vaak gevraagd als jurylid voor internationale pianoconcours.
Jozef De Beenhouwer is daarnaast ook bekend om zijn inzet voor Belgische, in het bijzonder Vlaamse componisten, van wie hij regelmatig werk programmeert (ook als dat onuitgegeven is en hij het manuscript moet ontcijferen), uitgeeft en opneemt (zie de bibliografie en discografie). Er zijn dan ook componisten die werk aan hem opdragen, zoals Victor Legley.
Jozef De Beenhouwer was van 1983 tot 2013, het jaar van zijn verplichte pensionering, docent piano aan het Koninklijk Vlaams Muziekconservatorium te Antwerpen, als opvolger van zijn leraar Lode Backx. Daar doceerde hij ook kamermuziek. Ook na zijn pensioen bleef hij er tot 2020 als gastprofessor verantwoordelijk voor de liedklas, samen met de mezzo Lucienne Van Deyck.
Van 1990 tot 2015 was Jozef De Beenhouwer artistiek directeur van de "Middagconcerten" in Brussel.
Jozef De Beenhouwers belangstelling gaat, behalve naar muziek, ook uit naar andere kunstvormen. Hij is met name zeer vertrouwd met de literatuur van de Duitse Romantiek (die van groot belang is voor de kennis van Robert Schumann en voor zijn pedagogisch werk in de liedklas), alsook met de schilderkunst. Zijn monografie over Henry Luyten geldt als het standaardwerk over die schilder, en hij publiceerde ook een boek over Henry Luytens schilderschool.
Op 30 november 2019 speelde Jozef De Beenhouwer (ter nagedachtenis van Clara Schumann, die toen 200 jaar geleden geboren werd) op de hommagedag "An Clara" in deSingel in Antwerpen.

## Prijzen en eerbewijzen
- Jozef De Beenhouwer kreeg twee Caecilia-prijzen: in 1984 voor opnamen van Peter Benoit en in 1986 voor opnamen van Joseph Ryelandt. (De Caeciliaprijs is een prijs die wordt toegekend door de Vereniging van de Belgische Muziekpers.)
- Voor al zijn verdiensten voor het werk van Robert en Clara Schumann kreeg hij in 1993 de Robert-Schumann-Preis der Stadt Zwickau.
- Op 29 november 2010 kreeg hij de Klara Carrièreprijs[2] als "[e]en uitstekend pianist en internationaal erkend als Schumann-specialist [die] … altijd graag en met overtuiging de Vlaamse componisten onder de aandacht gebracht [heeft]."[3]
- Klara vierde Jozef De Beenhouwers 70ste verjaardag door op 26 maart 2018 in al zijn muziekprogramma’s (behalve de jazzprogramma’s) opnamen van De Beenhouwer uit te zenden, een twaalftal in de loop van de dag.[4]
- Op 12 maart 2019 verleende het Peter Benoit Fonds zijn Prijs Peter Benoit aan Jozef De Beenhouwer "voor zijn veelvuldige en uitzonderlijke kwaliteiten als uitvoerder, editor en navorser en omdat hij zijn hele loopbaan bijzondere aandacht schenkt aan de klavier- en kamermuziek van Vlaamse componisten."[5]
- Op 10 juli 2024 verleende de Beweging Vlaanderen-Europa vzw Jozef De Beenhouwer een "Gulden Spoor voor Culturele Uitstraling".[6]